# CS La Mancha
El CS La Mancha es un equipo de fútbol de Congo-Brazzaville que milita en la Primera División del Congo, la liga de fútbol más importante del país.

## Historia
Fue fundado en el año 2003 en la ciudad de Pointe-Noire como el sucesor del Manchester SC y han jugado en varias temporadas en la máxima categoría, donde incluyen tres subcampeonatos de liga, todos en la llegada al siglo XXI, perdiendo dos de ellas ante el Étoile du Congo. También cuentan con una sección de fútbol femenil.
A nivel internacional participaron en la última edición de la Copa CAF en el año 2003, en la que fueron eliminados en la primera ronda por el Jeunesse Club d'Abidjan de Costa de Marfil.

## Palmarés
- Primera División del Congo: 0
  - Finalista: 3

2001, 2003, 2006

## Participación en competiciones de la CAF
| Temporada | Torneo                       | Ronda      | Club                    | Casa | Visita | Global |
| --------- | ---------------------------- | ---------- | ----------------------- | ---- | ------ | ------ |
| 2003      | Copa CAF                     | 1          | Jeunesse Club d'Abidjan | 1-1  | 0-1    | 1-2    |
| 2018      | Copa Confederación de la CAF | Preliminar | AS Tanda                | 1-0  | 0-0    | 1-0    |
| 2018      | Copa Confederación de la CAF | 1          | Al-Ahly Shendi          | 3-0  | 1-2    | 4-2    |
| 2018      | Copa Confederación de la CAF | 2          | AS Vita Club            | 1-5  | 0-1    | 1-6    |

## Jugadores

### Jugadores destacados
- Thierry Banima
- Fagih Tchibota
- Ghislain Tchiamas[1]